# Sabb
Sabb är en norsk tändkule- och dieselmotortillverkare, vilken  grundades 1925 som Damsgaard Motorfabrikk. I samband med en företagsomvandling 1971 ändrades namnet till Sabb. I Sverige är Sabb i första hand känt för sina dieselmotorer till mindre båtar. Sabb tillverkar även industrimaskiner och maringeneratorer i samarbete med Iveco och Lister-Petter.